# 弯耳鬼箭
弯耳鬼箭（学名：Caragana jubata var. recurva）为豆科锦鸡儿属下的一个变种。

## 扩展阅读
- 維基物種上的相關：弯耳鬼箭